# Liste der Bodendenkmäler in Viereth-Trunstadt
Auf dieser Seite sind die Bodendenkmäler in der oberfränkischen Gemeinde Viereth-Trunstadt zusammengestellt. Diese Tabelle ist eine Teilliste der Liste der Bodendenkmäler in Bayern. Grundlage ist die Bayerische Denkmalliste, die auf Basis des Bayerischen Denkmalschutzgesetzes vom 1. Oktober 1973 erstmals erstellt wurde und seither durch das Bayerische Landesamt für Denkmalpflege geführt wird. Die folgenden Angaben ersetzen nicht die rechtsverbindliche Auskunft der Denkmalschutzbehörde.

## Bodendenkmäler der Gemeinde Viereth-Trunstadt

### Bodendenkmäler in der Gemarkung Roßstadt
| Lage                | Objekt | Akten-Nr.     | Bild |
| ------------------- | --- | ------------- | ---- |
| Roßstadt (Standort) | Freilandstation des Mesolithikums, Siedlung der Urnenfelderzeit, der frühen Latènezeit und der jüngeren Latènezeit. | D-6-6030-0018 |      |

### Bodendenkmäler in der Gemarkung Trunstadt
| Lage                 | Objekt | Akten-Nr.     | Bild |
| -------------------- | --- | ------------- | ---- |
| Trunstadt (Standort) | Grabhügel vorgeschichtlicher Zeitstellung. | D-4-6030-0016 |      |
| Trunstadt (Standort) | Siedlung vorgeschichtlicher Zeitstellung. | D-4-6030-0059 |      |
| Trunstadt (Standort) | Archäologische Befunde im Bereich der frühneuzeitlichen Katholischen Pfarrkirche St. Petrus und Marcellinus von Trunstadt mit mittelalterlichen Vorgängerbauten und ehemals ummauertem Kirchhof. Siehe auch: St. Petrus und Marcellinus (Trunstadt) | D-4-6030-0094 |      |
| Trunstadt (Standort) | Archäologische Befunde im Bereich des frühneuzeitlichen Schlosses in Trunstadt mit mittelalterlicher Vorgängerburg. | D-4-6030-0095 |      |

### Bodendenkmäler in der Gemarkung Viereth
| Lage               | Objekt | Akten-Nr.     | Bild |
| ------------------ | --- | ------------- | ---- |
| Viereth (Standort) | Siedlung vorgeschichtlicher Zeitstellung. | D-4-6030-0009 |      |
| Viereth (Standort) | Siedlung der Hallstattzeit und der Latènezeit. | D-4-6030-0010 |      |
| Viereth (Standort) | Archäologische Befunde des Mittelalters und der frühen Neuzeit im Bereich der frühneuzeitlichen Katholischen Kuratiekirche St. Jakob von Viereth mit mittelalterlicher Wehrkirche als Vorgängerbau. Siehe auch: St. Jakob (Viereth) | D-4-6030-0097 |      |